# Marco Ferreri
Marco Ferreri (ur. 11 maja 1928 w Mediolanie, zm. 9 maja 1997 w Paryżu) – włoski reżyser i scenarzysta filmowy.

## Życiorys
Studiował medycynę weterynaryjną.
Rozpoczął swoją karierę w latach 50., reżyserując początkowo trzy filmy w Hiszpanii.
Laureat Grand Prix Jury na 31. MFF w Cannes za film Żegnaj, małpko (1978) oraz Złotego Niedźwiedzia na 41. MFF w Berlinie za Dom uśmiechów (1991).
Zmarł 9 maja 1997 w Paryżu w wieku 68 lat. Przyczyną zgonu był zawał serca.

## Filmografia

### reżyser
- 1959 Chłopcy (Los chicos)
- 1959 Mansarda (El pisito)
- 1960 Wózek (El cochecito)
- 1961 Miłość po włosku (Le Italiane e l'amore)
- 1963 Ape Regina (Una storia moderna: l'ape regina)
- 1963 Kobieta małpa (La donna scimmia)
- 1964 Controsesso
- 1965 Marsz weselny (Marcia nuziale)
- 1965 Dziś, jutro, pojutrze (Oggi, domani, dopodomani)
- 1965 L'uomo dei cinque palloni
- 1966 Corrida!
- 1967 Harem (L'harem)
- 1969 Dillinger nie żyje (Dillinger è morto)
- 1969 Męskie nasienie (Il seme dell'uomo)
- 1971 Audiencja (L'udienza)
- 1971 Perché pagare per essere felici
- 1972 Liza
- 1973 Wielkie żarcie (La grande bouffe)
- 1974 Nie dotykaj białej kobiety! (Touche pas à la femme blanche)
- 1976 Ostatnia kobieta (La derniere femme)
- 1978 Żegnaj, małpko (Ciao maschio)
- 1979 Proszę o azyl (Chiedo asilo)
- 1982 Historia zwykłego szaleństwa (Storie di ordinaria follia)
- 1983 Historia Piery (Storia di Piera)
- 1984 Przyszłość jest kobietą (Il futuro e donna)
- 1986 Kocham cię (I Love You)
- 1988 Dom uśmiechów (La casa del sorriso)
- 1988 Jak dobrzy są biali (Come sono buoni i bianchi)
- 1989 Le banquet
- 1991 Ciało (La carne)
- 1993 Diario di un vizio
- 1996 Magia kina (Nitrato d'argento)